# کیرن (شهر)
کیرن (به آلمانی: Kirn) یک شهرک و شهر در آلمان است که در راینلاند-فالتس واقع شده‌است.

## خصوصیات
کیرن ۸٬۵۹۷ نفر جمعیت دارد.

## خواهرخوانده
شهرهای Fontaine-lès-Dijon و Marange-Silvange خواهرخوانده‌های کیرن (شهر) هستند.